# Susan Sullivan
Susan Sullivan, właśc. Susan Michaelin Sullivan (ur. 18 listopada 1942 w Nowym Jorku) – amerykańska aktorka telewizyjna, teatralna i filmowa.
Odtwórczyni roli Kitty Montgomery, snobistycznej i rozdrażnionej matki Grega (w tej roli Thomas Gibson) w sitcomie ABC Dharma i Greg (Dharma & Greg, 1997–2002), za którą w 1999 była nominowana do Złotego Globu dla najlepszej aktorki drugoplanowej w serialu, miniserialu lub filmie telewizyjnym.

## Życiorys

### Wczesne lata
Jest drugim dzieckiem i starszą córką Helen (z domu Rockett) i Brendana Sullivan Sullivanów. Jej ojciec był alkoholikiem. Dorastała wraz ze starszym bratem Brendanem Sullivanem Jr. i młodszą siostrę Brigid na Long Island. Już od wczesnych lat młodzieńczych przejawiała zainteresowanie aktorstwem, występując w lokalnych produkcjach teatralnych i dorabiając jako modelka. W wieku 16 lat uczęszczała do Amerykańskiej Akademii Sztuk Dramatycznych (American Academy of Dramatic Arts) w Nowym Jorku. Kiedy jednak zaproponowano jej trzyletnie stypendium, przeniosła się na wydział teatru i psychologii na Hofstra University w Hempstead w stanie Nowy Jork, odrzucając propozycję studiów na Uniwersytecie Carnegie-Mellon lub Uniwersytecie Nowego Jorku. W 1964 roku ukończyła studia.

### Kariera

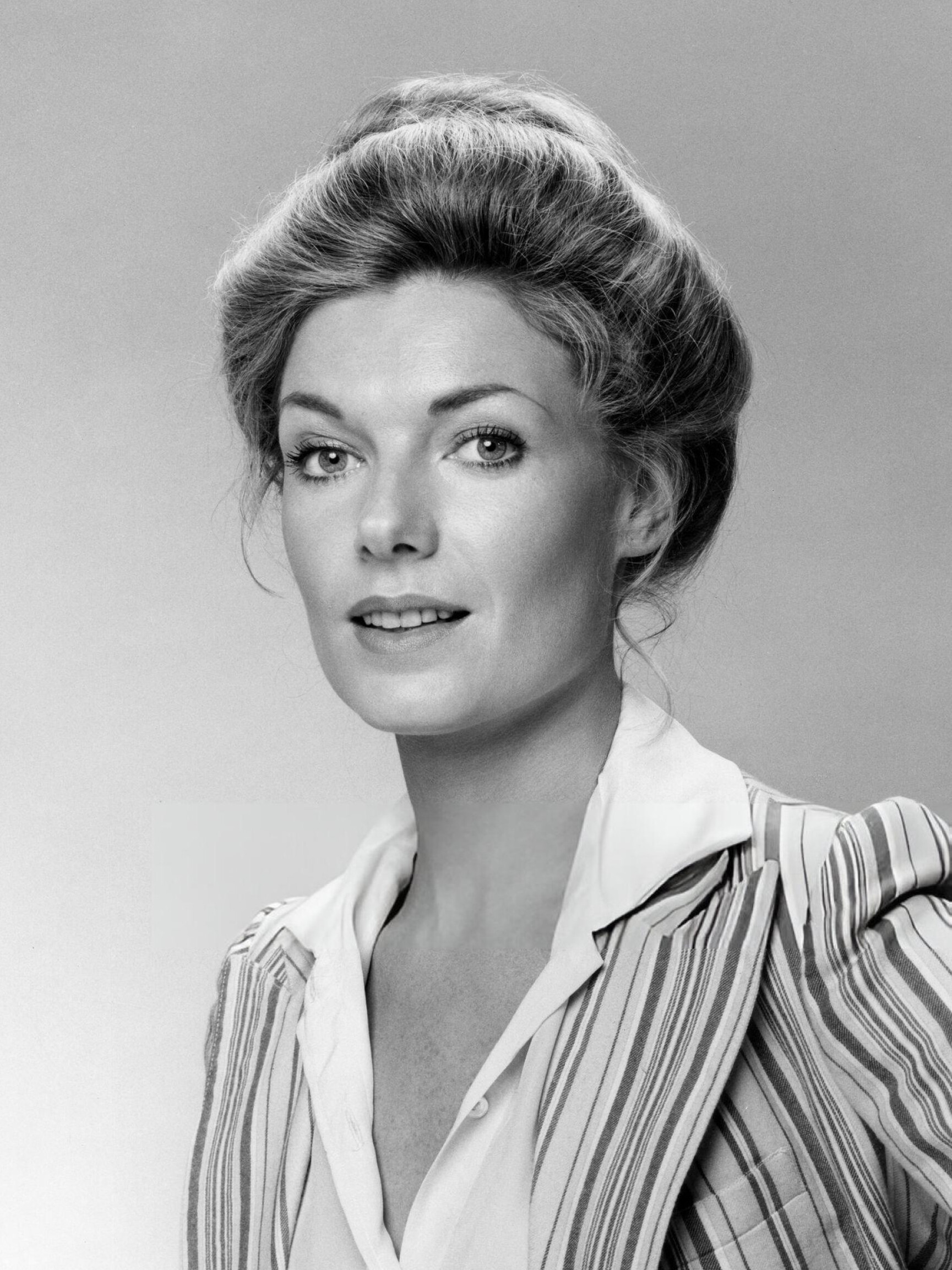
Sullivan w Pogodzie dla bogaczy (1976)

Po raz pierwszy stanęła przed kamerami we włoskim serialu Powstanie Barbarzyńców (La Rivolta dei barbari, 1964). Po występie w operze mydlanej ABC Cienie o zmroku (Dark Shadows, 1967), zagrała rolę Trzeciej Wiedźmy w telewizyjnej adaptacji dramatu Williama Szekspira Makbet (Macbeth, 1968). Występowała w teatrach: Cleveland Playhouse, Hartford Stage Company i National Repertory Theat. W 1968 zadebiutowała na Broadwayu w podwójnej roli Alison Ames i Helen Claiborne w komedii Avanti!, a od 5 grudnia 1968 do 26 kwietnia 1969 występowała jako Elizabeth w przedstawieniu Murraya Schisgala Jimmy Shine u boku Dustina Hoffmana.
Następnie grała w produkcjach off-Broadwayowskich: Zdjęcia kowbojów (1974), Piękna część (The Beauty Part, 1974), Czwarta ściana A.R. Gurneya (2002), Buffalo Gal A.R. Gurneya (2008) i Miłość, strata i to, co nosiłam Nory Ephron (2009). Zdobyła jednocześnie popularność wśród telewidzów w dwóch operach mydlanych ABC – Świat na uboczu (A World Apart, 1970–1971) jako Nancy Condon i Inny świat (Another World, 1971–1976) w roli Lenore Moore Curtin Delaney. Uwagę zwróciła na siebie kreacją Maggie Porter w telewizyjnej ekranizacji powieści Irwina Shaw – miniserialu ABC Pogoda dla bogaczy (Rich Man, Poor Man – Book II, 1976). Jej rola lekarki dr Julie Farr pomagającej pacjentkom w narodzinach dziecka w serialu ABC Mając dzieci (Having Babies, 1978) była nominowana do nagrody Emmy.
Zasłużonym powodzeniem cieszyła się rola Maggie Gioberti Channing, przykładnej żony i matki, siostry miejscowej prostytutki, ofiary amnezji, wdowy, rodzica porwanego dziecka, a jej charakter w ostatecznym rozrachunku był uśmiercony przez utopienie w operze mydlanej CBS Falcon Crest (1981–1989). Pojawiła się w dwóch adaptacjach telewizyjnych – dramacie Sidneya Sheldona NBC Gniew aniołów–kontynuacja (Rage of Angels: The Story Continues, 1986) z Jaclyn Smith i melodramacie Danielle Steel NBC Zupełnie obcy człowiek (A Perfect Stranger, 1994) u boku Roberta Uricha. 
Powróciła na scenę West Coast w przedstawieniach: Piątego lipca (Fifth of July) Lanforda Wilsona, Ostatnie lato w Zatoce Niebieskiej Ryby (Last Summer at Blue Fish Cove), Niebezpieczny kąt (Dangerous Corner) oraz na scenie Pasadena Playhouse w Szklana menażeria Tennessee Williamsa (2000). Odbyła tournée ze spektaklami Wujek Wania Antona Czechowa, Biedny Bitos (Poor Bitos), Żałoba przystoi Elektrze (Mourning Becomes Electra) Eugene O’Neilla i Maria, Maria (Mary, Mary).
Na kinowym ekranie grywała bardzo rzadko. Po debiucie w dreszczowcu Zachwycenie mordercy (Killer's Delight, 1978) i roli matki tytułowego bohatera w filmie Pamięć dla Tina (A Memory for Tino, 1996), znalazła się w obsadzie komedii romantycznej Mój chłopak się żeni (My Best Friend's Wedding, 1997) jako matka rywalki (Cameron Diaz) głównej bohaterki.

## Życie prywatne
W 2023 u Sullivan zdiagnozowano raka płuc i przeszła operację jego usunięcia.

## Filmografia

### Filmy kinowe
- 1978: Zachwycenie mordercy (Killer's Delight)
- 1996: Pamięć dla Tina (A Memory for Tino) jako matka Tino
- 1997: Mój chłopak się żeni (My Best Friend's Wedding) jako Isabelle Wallace
- 1998: Pokaz i mowa (Show & Tell)
- 2001: Puzzled jako Anabel Norton

### Filmy TV
- 1968: Makbet (Macbeth) jako Trzecia Wiedźma
- 1972: Między Czasem i Timbuktu (Between Time and Timbuktu) jako Nancy
- 1976: Dzwonek, książka i świeca (Bell, Book and Candle) jako Rosemary
- 1976: Bitwa o Midway (Midway) jako Ann
- 1977: Niesamowity Hulk (The Incredible Hulk) jako Dr Elaina Marks
- 1977: Mając dzieci 2 (Having Babies II) jako Dr Julie Farr
- 1977: Przygody Freddy'ego (The Magnificent Magical Magnet of Santa Mesa) jako C.B. Macauley
- 1977: Roger i Harry (Roger & Harry: The Mitera Target) jako Cindy St. Claire
- 1977: Miasto (The City) jako Carol Carter
- 1978: Nowy Maverick (The New Maverick) jako pokerzystka Alice Ivers
- 1978: Komediowa kompania (The Comedy Company) jako Linda Greg
- 1978: Mając dzieci 3 (Having Babies III) jako Dr Julie Farr
- 1978: Zabójcza przyjaźń (Deadman's Curve) jako Rainbow
- 1979: Przerywanie jest trudne do zrobienia (Breaking Up Is Hard to Do) jako Diane Sealey
- 1980: Miasto w strachu (City in Fear) jako Madeleine Crawford
- 1980: Doświadczenie Dr Mudd (The Ordeal of Dr. Mudd) jako Frances Mudd
- 1980: Małżeństwo jest żywe i dobre (Marriage Is Alive and Well) jako Sara Fish
- 1980: Ciężka próba doktora Mudda (The Ordeal of Dr. Mudd) jako Frances Mudd
- 1986: Gniew aniołów-kontynuacja (Rage of Angels: The Story Continues) jako Mary Beth Warner
- 1991: Perry Mason (Perry Mason: The Case of the Ruthless Reporter) jako Twyla Cooper
- 1994: Zupełnie obcy człowiek (A Perfect Stranger) jako Kaye
- 1997: Dwa powroty (Two Came Back) jako Patricia Clarkson
- 2003: Kroniki Lunchbox (The Lunchbox Chronicles)
- 2004: Zdumienie Westermanów (The Amazing Westermans)

### Seriale
- 1964: Powstanie Barbarzyńców (La Rivolta dei barbari)
- 1967: Cienie o zmroku (Dark Shadows) jako duch
- 1969: Ironside jako Andrea
- 1970: Wszystkiego najlepszego (The Best of Everything) jako April Morrison
- 1970–1971: Świat na uboczu (A World Apart) jako Nancy Condon
- 1971–1976: Inny świat (Another World) jako Lenore Moore Curtin Delaney #2
- 1975: Petrocelli jako Janet Wilson
- 1975: McMillan i jego żona (McMillan & Wife) jako Maggie Arnaud
- 1975: S.W.A.T.
- 1975: Centrum medyczne (Medical Center) jako Joanna
- 1976: Pogoda dla bogaczy (Rich Man, Poor Man – Book II) jako Maggie Porter
- 1976: Kojak jako Kelly McCall
- 1976: Barnaby Jones jako Ruth Sorrell
- 1976: Bert D'Angelo/Superstar jako Sharon Andress
- 1976: Miasto Aniołów (City of Angels) jako Margaret Hillings
- 1977: Kojak jako Carol Krug
- 1977: Pies i kot (Dog and Cat)
- 1977: The Incredible Hulk jako dr Elaina Marks
- 1978: Mając dzieci (Having Babies) jako dr Julie Farr
- 1978: Barnaby Jones jako Linda Gates
- 1979: Statek miłości (The Love Boat) jako dr Emily Bradford
- 1980: Taxi jako Nora Chandliss
- 1980–1981: Tu mieszkam (It’s a Living) jako Lois Adams
- 1981: Fantastyczna wyspa (Fantasy Island) jako Dorothy Nicholson
- 1983: Jaskinia (Cave-In!) jako Kate Lassiter
- 1981–1989: Falcon Crest jako Maggie Gioberti Channing
- 1990: Un Día es un día
- 1990: Doktor Doktor (Doctor Doctor) jako Laura Stratford
- 1994: George Carlin zaprasza (The George Carlin Show) jako Kathleen Rachowski
- 1995: Monroe (The Monroes) jako Kathryn Monroe
- 1997–2002: Dharma i Greg (Dharma & Greg) jako Katherine 'Kitty' Montgomery
- 2001–2005: Liga Sprawiedliwych (Justice League) jako Queen Hippolyta (głos)
- 2002: Ciało i dusza (Body & Soul) jako Claire
- 2003: Randka z gwiazdą (I’m with Her) jako Rosalyn
- 2003: Martwy jak ja (Dead Like Me) jako Mary Kate Hourihan
- 2004: Joan z Arkadii (Joan of Arcadia) jako Bogata kobieta/Bóg
- 2004: The Drew Carey Show jako Annette Newmark, matka Kellie
- 2005: Potyczki Amy (Judging Amy) jako Patricia Millhouse
- 2005–2006: Nadzieja i wiara (Hope & Faith) jako Dr Nancy Lombard
- 2006: Dwóch i pół (Two and a Half Men) jako Dorothy
- 2006: Pomoc domowa (The Nanny) jako Nancy Hale
- 2007: Bracia i siostry (Brothers & Sisters) jako Miranda Jones
- 2009–2016: Castle jako Martha Rogers
- 2017: The Real O’Neals jako Victoria Murray
- 2017–2020: Wielka szóstka (Big Hero 6: The Series) jako Pani Frederickson, mama Freda (głos)
- 2018–2019: The Kominsky Method jako Eileen
- 2018–2020: Ostatni prawdziwy mężczyzna (Last Man Standing) jako Bonnie